# تاريخ اليهود في اليونان
يمكن إرجاع تاريخ اليهود في اليونان إلى القرن الرابع قبل الميلاد على الأقل. أقدم الفِرَق اليهودية وأخصّها باليونان كانت الرومنيوتيون، ويعرفون أيضًا باليهود الإغريق. يستعمل مصطلح اليهودي الإغريقي للدلالة على أي إنسانٍ من نسبٍ أو دين يهودي يعيش أو يعود أصله إلى منطقة اليونان الحديثة.

موقع اليونان (بالأخضر الداكن) في أوروبا

وإلى جانب الرومنيوتيين، عاش شعب يهودي غيرهم تاريخيًّا في مجتمعات على امتداد أرض اليونان والمناطق المجاورة التي قطنها اليونانيون، ففي اليونان عدد كبير من اليهود السفارديين، وهي مركز تاريخي للحياة السفاردية، وكانت مدينة سلانيك، المسماة بالإغريقية مقدونية، تسمّى «أمّ إسرائيل». لعب اليهود دورًا مهمًّا في التطور المبكر للمسيحية، وكانوا معلمين وتجّارًا في الإمبراطورية البيزنطية وفي فترة الاحتلال العثماني لليونان، حتى عانوا الأمرّين في الهولوكوست بعد أن غزت دول المحور اليونان، مع أن اليونانيين حاولوا حمايتهم. بعد الهولوكوست، هاجرت نسبة كبيرة من الناجين من المجتمع اليهودي اليوناني إلى إسرائيل أو الولايات المتحدة الأمريكية.
مع حلول عام 2019، كان تعداد المجتمع اليهودي في اليونان نحو 4,500-5,000 نسمة حين كان تعداد اليونان كلها 10.8 مليونًا، ومعظمهم يقطن أثينا وسلانيك ولاريسا وفولوس وتشالكيس ويوانينا وتريكالا وكورفو، وفي كريت كنيس يهودي فعّال، وليس في كافالا ورودس إلا أعداد قليلة منهم. يعيش اليهود اليونانيون اليوم جنبًا إلى جنب مع المسيحيين اليونانيين، على حد قول جيورجيو رومايو، رئيس اللجنة اليونانية للمتحف اليهودي في اليونان، وهم يعملون معًا ومع اليهود حول العالم لمحاربة أي صعودٍ لمعاداة السامية في اليونان. يعمل اليوم المجتمع اليهودي في اليونان ويبذل جهودا كبيرة من أجل إنشاء متحف هولوكوست في البلاد. وسيُنشأ جناح دائم عن محرقة اليهود اليونانيين في أوشويتز في المتحف. لقي وفد من اليهود مع رئيس مجتمعات اليهود اليونانية في نوفمبر عام 2016 السياسيين اليونانيين وطلبوا إليهم أن يدعموا مطلبهم لاستعادة أرشيفات المجتمع اليهودي في سلانيك من موسكو.
ويُعتقد إن المرشّح المستقل موسز إليساف، وهو دكتور له من العمر 65، كان أول يهودي انتُخب عمدةً في اليونان. وكان انتخابه في يونيو عام 2019.

## الثقافات اليهودية في اليونان
معظم اليهود في اليونان من السفارديين، ولكن اليونان أيضًا موئل للثقافة اليهودية الرومنيوتية الفريدة. وإلى جانب السفارديين والرومنيوتيين، يعيش في اليونان بعض اليهود الصقليين والبوليان والبروفنسال والمزراحيون وبعض الأشكنازيين في سلانيك وغيرها. تختلف هذه المجتمعات في تقاليدها (منهاجها)، ولكل واحدة منها نظام خاص للتجمعات في اليونان. تنفرد اليونان بالتنوع الكبير للتقاليد اليهودية فيها.

### الرومنيوتيون
عاش اليهود الرومنتيون في الأرض اليونانية أكثر من ألفي سنة. وكانت لغتهم التاريخية هي اليوانيكية، وهي لهجة من اللغة الإغريقية، ولكن اليوانيكية لم يبق لها متكلمون في يومنا هذا، وكل الرومنيوتيين اليونانيين اليوم يتكلمون اللغة اليونانية. وتجمع الرومنيوتيون في مجتمعات كبيرة في يوانينا وطيبة وخالكيذا وكورفو وآرتا وكورنث وفي جزائر ليسبوس وتشيوس وساموس ورودس وقبرص وغيرها. الرومنيوتيون مختلفون تاريخيًّا عن السفارديين، الذين لجأ بعضهم إلى اليونان بعد نفي اليهود من إسبانيا الذي حدث عام 1492. ولكن عددا قليلا من الرومنيوتيين في يوانينا، وهي أكبر مجتمع رومنيوتي لم يندمج في الثقافة السفاردية، قُتلوا في الهولوكوست. لم يبق في يوانينا اليوم إلا 35 رومنيوتيًّا حيًّا.

### السفارديون في اليونان
معظم اليهود اليوم في اليونان سفارديون ممن ترك أسلافهم إسبانيا والبرتغال وإيطاليا. استقر هؤلاء في مدن مثل سلانيك، التي سمّيت بعد ذلك بسنين «أمّ إسرائيل». كانت اللغة التقليدية للسفارديين الإسبانية اليهودية، وبقي المجتمع السفاردي حتى الهولوكوست مزيجًا من التأثيرات العثمانية والبلقانية والإسبانية، وكان معروفًا بمستواه العلمي العالي. تصف مؤسسة دعم الثقافة والدراسات السفاردية المجتمع السفاردي في سلانيك بأنه «واحد من أهم المجتمعات في العالم كله بلا شك».

## تاريخ اليهودية في اليونان
أول إشارة مكتوبة لليهودية في اليونان ترجع إلى 300-250 قبل الميلاد في جزيرة رودس. في القرن الثاني قبل الميلاد، أُقيم للقائد اليهوي يوحنا هيرقنوس، تمثال لتشريفه في الآغورا.
ذكر إدموند فكنستدت أن غانيمادس كان ساميًّا، وكذلك كان أخواه إيلوس وأساراكوس بلا شك. ووفقًا ليوسيفوس فلافيفوس، فإن إشارة أقدم ليهودي مهليَن موجودة في الكتاب الإغريقي «دو سومو»، وهو كتاب غير موجود بين أيدينا، للمؤرخ الإغريقي كليركس السولي. يصف هنا كليركس لقاءً بين أرسطو (الذي عاش في القرن الرابع قبل الميلاد)، وبين يهودي من آسيا الصغرى، كان طلقًا عارفًا باللغة والفكر الإغريقي:
قال أرسطو: «حسنًا،... كان الرجل يهوديًّا من سوريا الجوفاء (أي لبنان). هؤلاء اليهود أخذوا عن فلاسفة الهند، وكان الهنود يسمونهم. وهذا الرجل، الذي ضيّف أصدقاء كثرًا، كان في طريقه من الداخل إلى الساحل، وكان مع فصاحته بالإغريقيّة عنده روح اليونان. وأيّام كنت في سوريا، زار هذا الرجل الأماكن التي زرتها، وناقشني أنا وعلماء آخرين ليختبر علومنا. ولكنه لمّا كان رجلًا قريبًا من المثقّفين، أفادنا بعلومٍ كثيرة من عنده».
اكتشف علماء الآثار معابد قديمة في اليونان، منها معبد آغورا في أثينا ومعبد ديلوس، وهما يعودان إلى القرن الثاني قبل الميلاد.
لعب اليهود الإغريقيون دورًا مهمًّا في تاريه اليونان، منذ بدء تاريخ المسيحية، إلى أيام بيزنطة والعثمانيين، إلى أيام تدمير المجتمع اليهودي بعد سيطرة النازيين على اليونان في الحرب العالمية الثانية.

### الفترة الهلنستية
احتلت الإمبراطورية المقدونية التي رأسها الإسكندر الأكبر مملكة يهوذا عام332 قبل الميلاد، وهزموا الإمبراطورية الفارسية التي كانت تحتل هذه المنطقة منذ احتلال قورش للبابليين. بعد موت الإسكندر، قادت حروب ملوك الطوائف المنطقة إلى تغيير حكامها سريعًا بين خلفاء الإسكندر الذين تصارعوا للسيطرة على المناطق الفارسية. انتهى أمر المنطقة إلى حكم البطالمة، وصارت المنطقة هلنستية شيئًا فشيئًا. أسس يهود الإسكندرية «مزيجًا عظيمًا من الثقافة اليهودية والإغريقية»، أما يهود أورشليم فكانوا منقسمين إلى محافظين ومناصرين للمدّ الهليني. ومع تأثير هذا المزيج على اليهود الذين وجدوا أنفسهم جزءًا من الإمبراطورية الإغريقية، ترى كارن أرمسترونغ أن اضطراب الفترة التي كانت بين موت الإسكندر والقرن الثاني قبل الميلاد كان سببا في عودة فكرة المسيحانية اليهودية، التي غذّت العاطفة الثورية عند اليهود عندما صارت أورشليم تحت حكم الرومان.

### اليونان تحت حكم الرومان
سقطت اليونان الهلنستية ومقدونية تحت حكم الإمبراطورية الرومانية في عام 146 قبل الميلاد. وعاش اليهود الذين كانوا يقطنون اليونان الرومانية تجربة غير التي عاشها أهل مقاطعة يهودا. يجعل العهد الجديد اليهود الإغريقيين مجتمعا منفصلًا عن اليهود في مقاطعة يهودا، هذا ولم يشارك اليهود الإغريقيون في أول حرب يهودية رومانية أو في أي صراع آخر. اجتمع يهود سلانيك، الذين يتكلمون الإغريقية، ويعيشون حياة هلنستية، في مستوطنة يهودية جديدة في القرن الأول الميلادي. وكان ليهود سلانيك في عهد الرومان «استقلال واسع» عن روما.
كان بول الطرسوسي، مضطهدًا لليهود المسيحيين قبل تركه لدينه على طريق دمشق، وهو يهودي مهليَن من طرسوس، التي كانت جزءًا من المملكة السلوقية اليونانية بعد الإسكندر، كان بول أداةً لتأسيس عدة كنائس مسيحية في مناطق الرومان، ومنها آسيا الصغرى واليونان. وكان من أمره في رحلته التبشيرية الثانية أنّه بشّر في كنيس سلانيك اليهودي حتّى طرده اليهود من مدينتهم.